# Heterolepidoderma lamellatum
Heterolepidoderma lamellatum är en djurart som tillhör fylumet bukhårsdjur, och som beskrevs av Francesco Balsamo och Fregni 1995. Heterolepidoderma lamellatum ingår i släktet Heterolepidoderma och familjen Chaetonotidae. Inga underarter finns listade i Catalogue of Life.